# A114 (Росія)
Автошлях А114 — російська автодорога Вологда — Нова Ладога, протяжністю близько 530 км. Проходить територією Вологодської (331 км) та Ленінградської (200 км) області.

## Великі населені пункти
Вологда, Череповець (6 км від траси), Устюжна (15 км від траси), Шексна, Кадуй (17 км від траси), Сазонове, Чагода, Пікалево (об'їзною дорогою завдовжки 20 км), Тихвін (обходить тихвінська об'їзна, є три з'їзду), Бокситогорськ (12 км від траси).

## Історія
Сучасна автодорога А114 проходить майже трасою старої шосейної дороги.
Спочатку дорога з'єднувала монастирі в Новій Ладозі, Тихвіні та Димі . Дорога була прокладена відвідування царськими особами цих монастирів. Далі дорога йшла через Устюжну до Молога. Сучасний вигляд дорога прийняла у 1970-ті роки.
З боку Вологди тракт йшов трасою нинішньої вулиці Преображенського, після перетину нинішнього Окружного шосе йшов трохи північніше сучасної траси А114 через центральну вулицю села Ватланове.
Під час Великої Вітчизняної війни частину траси було окуповано. Фронт перетинав трасу в районі села Астрачі. 5 грудня 1941 року почалися вирішальні бої за Тихвін. В результаті Тихвінської наступальної операції німецькі війська були відкинуті за річку Волхов.

## Реконструкція траси
У 2011 році було проведено розширення траси до трьох смуг у кожному напрямку в межах Вологди від перехрестя з Окружним шосе, вулицями Панкратова та Преображенського, замість якого влітку 2012 року була побудована кільцева розв'язка, до поста ДПС об'їзної дороги.
У 2016 році проведено розширення траси до двох смуг у кожному напрямку від повороту на Череповецький аеропорт до розв'язки на Череповець.